# Huw Ceredig
Huw Ceredig (né Huw Ceredig Jones, 22 juin 1942 à Brynamman (en), Carmarthen, Pays de Galles et mort le 16 août 2011 à Bridgend), est un acteur britannique.

## Filmographie

### Cinéma
- 1981 : The Mouse and the Woman : Sergeant
- 1982 : Giro City : Elwyn Davies
- 1997 : Twin Town : Fatty Lewis
- 2008 : The Edge of Love : John Patrick

### Télévision
- 1974 – 2003 : Pobol y Cwm : Reg Harries, feuilleton
- 1977 : Z-Cars (série, 1 épisode) : Det. Con. Probert
- 1981 : The Life and Times of David Lloyd George (série, 1 épisode) : D.A. Thomas
- 1982 : Ennal's Point (série, 4 épisodes) : Len Dunce
- 1984 : The District Nurse (série, 1 épisode) : Rowlands
- 1987 : I Fro Breuddwydion (téléfilm) : fermier
- 1989 – 1991 : We Are Seven (série, 12 épisodes) : Jim Powell
- 1992 : Rebecca's Daughters (1 épisode) : Mordecai Thomas
- 1997 : Yr Heliwr (série, 1 épisode) : Peter Webb
- 2003 : Emmerdale (feuilleton, 1 épisode) : George Gibbons
- 2005 : Heartbeat (série, 1 épisode) : Cyril Williams
- 2005 : Doctors (série, 1 épisode) : Kenneth Gough
- 2007 : Y Pris (série, 4 épisodes) : Rhidian Edwards

## Doublage
- SuperTed
- Meees